# District de Anding (Tainan)
Pour les articles homonymes, voir Anding.
Le district de Anding (chinois traditionnel : 安定區 ; pinyin : āndìng qū ; anglais : Anding District) est un district de la municipalité spéciale de Tainan.

## Histoire
Le territoire est dans un premier temps connu sous le nom de Backloan, et était habité par la tribu des Tackalan, une branche des aborigènes Siraya. Lorsque les Han s'installent sur l'île de Taïwan, ils y établissent un port appelé Litoubiao sur les rives de la mer intérieure de Taijiang. Les quais de Taijiang deviennent ainsi une des étapes principales de la route commerciale maritime locale,.
En 1823, un ensablement entraîne la disparition progressive de la mer intérieure, entraînant la fermeture des quais de Taijiang ; les habitants du village se consacrent alors à l'agriculture,.
Le nom Anding apparaît officiellement en 1920 pendant la période de domination japonaise. Après la Seconde Guerre mondiale, le village de Anding est structuré en tant que canton de Anding,.
Le 25 décembre 2010, alors que le comté de Tainan fusionne avec la ville de Tainan, le canton de Anding est restructuré en tant que district de Anding.

## Géographie
Le district couvre une superficie de 31 km2.
Il compte 30 447 habitants d'après le recensement de février 2019.